# Eleva, Wisconsin
Eleva là một làng thuộc quận Trempealeau, tiểu bang Wisconsin, Hoa Kỳ. Năm 2006, dân số của làng này là 635 người.